# Guioa plurinervis
Guioa plurinervis är en kinesträdsväxtart som beskrevs av Ludwig Radlkofer. Guioa plurinervis ingår i släktet Guioa och familjen kinesträdsväxter. Inga underarter finns listade i Catalogue of Life.